# 転帰
| ウィキペディアには「転帰」という見出しの百科事典記事はありません（タイトルに「転帰」を含むページの一覧/「転帰」で始まるページの一覧）。 代わりにウィクショナリーのページ「転帰」が役に立つかもしれません。 |